# NTNU MTC
Az NTNU MTC, vagyis a Mandarin Training Center (kínaiul: 國語教學中心) Tajvan egyik kínai nyelviskolája, mely a Kínai Köztársaság fővárosában, Tajpejben található. A National Taiwan Normal University alá tartozó nyelviskolát 1956-ban alapították a kínai, mint második nyelv oktatásának céljából. Alapítása óta nagyjából 1700 diákot fogadott a világ több mint 70 országából. 

## Kurzusok
A nyelviskola különböző típusú és nehézségű kurzusokat kínál a hallgatóknak.

### Általános
Az általános, vagyis "Regular" kurzusok esetén az osztály létszáma 6-10 között változik.

### Intenzív
Az intenzív kurzusok esetén az osztály létszáma 6-8 fő között változik.

## Szemeszterek
Az MTC tanítási éve négy, három hónapos szemeszterre oszlik, ezen felül a nyári időszakban külön ajánlanak két hónapos kurzusokat.

## Választható nyelvi és kulturális órák
Néhány kurzus az iskola választékából:
- Kalligráfia
- Kínai főzéstudomány
- Kínai gravírozás
- Kínai festészet
- Kínai papírkivágások
- Népművészetek
- Erhu (kínai hegedű)
- Gu zheng (kínai hárfa)
- Tai-chi-chuan
- Tea szertartás
- Tradicionális tajvani kultúra és ünnepek